# COPESA (transporte publico)
El Corredor Periférico S.A. de C.V, es una empresa de servicio de transporte público de pasajeros que opera en la Ciudad de México.

## Historia
COPESA fue constituida en marzo del 2008, para después iniciar operaciones el 28 de febrero del año 2010 en conformidad con las leyes mexicanas dentro del Proyecto de Modernización del Servicio de Transporte Público de Pasajeros en la Ciudad de México, en la modalidad de Corredor de Transporte.
A partir del 1 de marzo de 2010 entró en operación el corredor vial Periférico, con una longitud de 36 kilómetros, del Toreo a Cuemanco/Canal de Chalco, donde circulan alrededor de 250 autobuses largos con tecnología Euro IV, que sustituyeron a 550 microbuses.
COPESA fue creada con la participación de los concesionarios de las Rutas 2 y 98, quienes durante 30 años circularon por el Anillo Periférico, una vía de circunvalación que rodea gran parte del Valle de México y que atraviesa diversas Alcaldías en la Ciudad de México, así como algunos municipios del Estado de México.

## Parque vehicular reciente
Los autobuses de COPESA tienen las siguientes características:

### Unidades Mercedes Benz (Marco Polo, Torino)
- 10.8 metros de longitud
- Motor trasero de 230 hp
- Transmisión estándar de seis velocidades
- Capacidad para 90 pasajeros.

### Unidades Mercedes Benz (Ayco, Zafiro)
- 10.7 metros de longitud
- Motor delantero de 190 hp
- Transmisión estándar de seis velocidades
- Capacidad de 70 y 60 pasajeros

## Rutas
COPESA brinda tres servicios a lo largo de los aproximadamente 35.4 kilómetros por sentido:
- (1-A) Cuatro Caminos - Canal de Chalco
- (1-B) Tacubaya - Canal de Chalco
- (1-C) Barranca del Muerto - Canal de Chalco

El horario de servicio es de Lunes a Domingo de las 4:00 a las 00:00 horas. En días festivos de las 5:00 hasta las 00:00 horas. Sin embargo en el corredor de periférico los días viernes y sábado da servicio toda la noche y llega a tardarse lapsos de 30 min. en pasar por las paradas establecidas.

## Conexiones
Metro:
- Línea 2: Cuatro Caminos
- Línea 1, 7 y 9: Tacubaya
- Línea 7: Barranca del Muerto
- Línea 12: Tláhuac.

Metrobús:
- Línea 1: Perisur
- Línea 2: Tacubaya
- Línea 5: Cañaverales

Tren Ligero:
- Línea 1: Tepepan